# Atenaide
Atenaide  è un nome proprio di persona italiano femminile.

## Varianti in altre lingue
- Catalano: Atenaida[2]
- Francese: Athénaïs[3]
- Greco antico: Αθηναις (Athenais)[3]
- Polacco: Atenaida
- Spagnolo: Atenais[4]

## Origine e diffusione

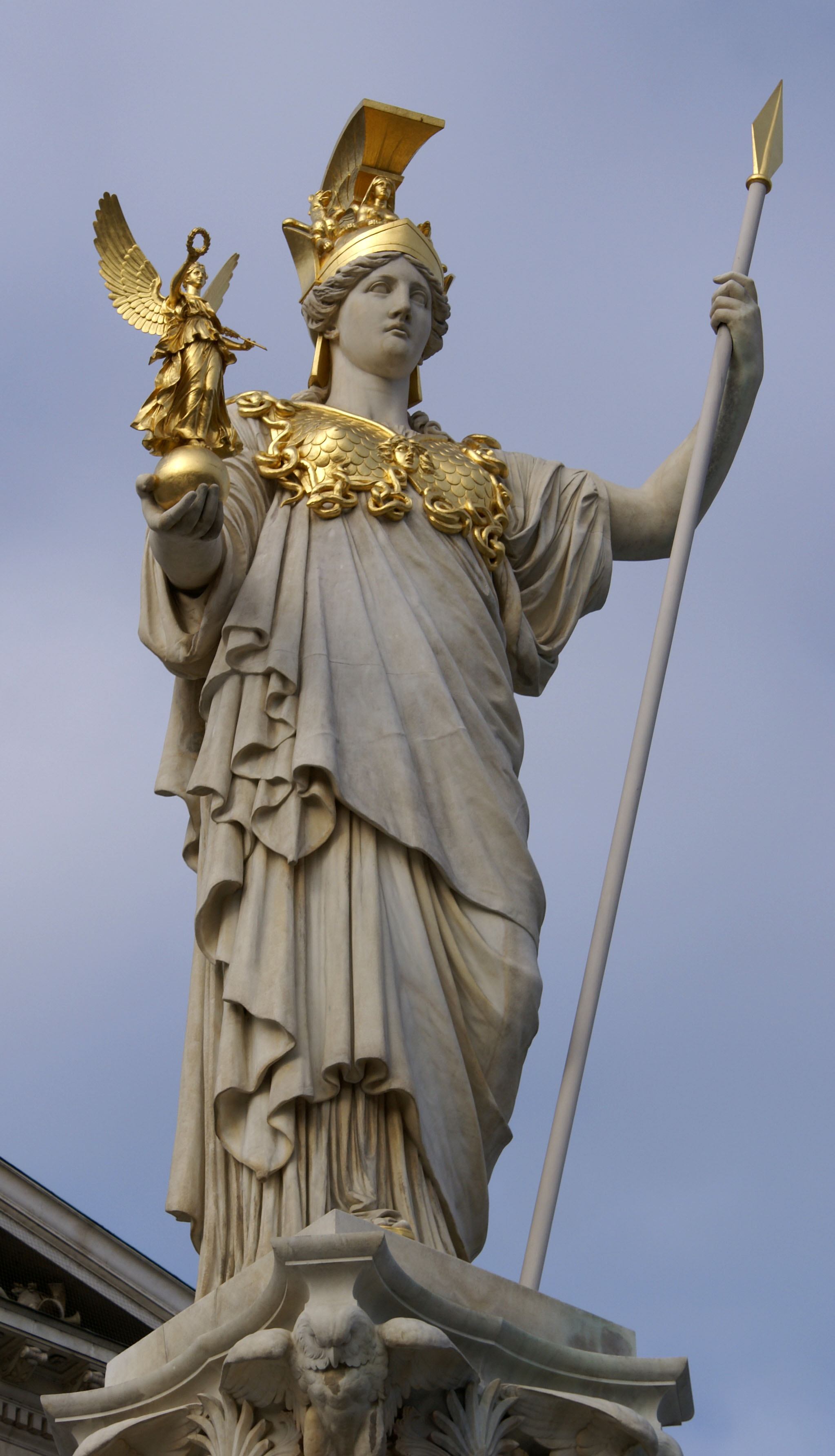
Statua di Pallade Atena davanti al Parlamento di Vienna

Riprende il greco antico Αθηναις (Athenais); si tratta, come nel caso di Atenodoro e Atenagora, di un nome teoforico riferito alla dea Atena (oppure dal nome della città di Atene).

## Onomastico
Non vi è nessuna santa con questo nome, che quindi è adespota; l'onomastico si può festeggiare il 1º novembre, festa di Ognissanti.

## Persone
- Atenaide, primo nome di Elia Eudocia, imperatrice bizantina

### Varianti
- Françoise-Athénaïs di Montespan, amante di Luigi XIV di Francia